# ساروانگاسانا

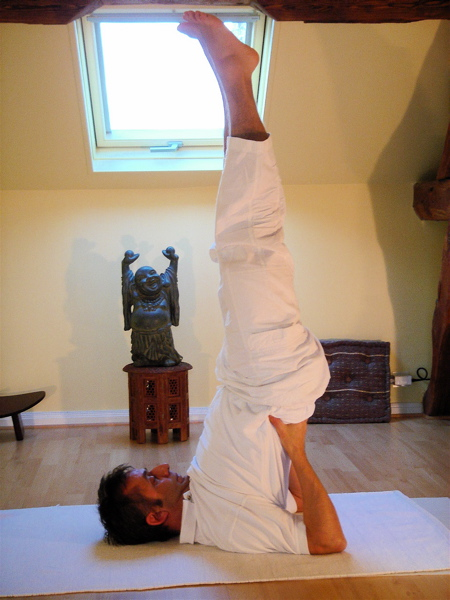
Sarvangasana

ساروانگاسانا (سانسکریت: सर्वाङ्गासन حرکت ایستادن روی شانه یک آسانا معکوس در یوگا مدرن به عنوان ورزش است. مشابه این وضعیت در هاتا یوگا قرون وسطا به عنوان مودرا استفاده می‌شد.

## ساروانگاسانا
ساروانگاسانا حرکتی کامل و مادر همه آساناها نامیده شده‌است. این نام از زبان سانسکریت सालम्ब Salamba، و حرکت همهٔ بدن می‌نامند.

## شرح
به پشت دراز کشیده و پاها کنار هم کشیده نگه داشته، دستها در دو پهلو نزدیک بدن و کف دستها روی زمین، پاها خم و زانوها روی سینه آمده، باسن از زمین بلند در حالی که آرنجها روی زمین است دست راست زیر لُمبر راست و دست چپ زیر لُمبر چپ قرار گرفته در این حالت زانوها بالای قفسهٔ سینه خواهد بود. بعد تنه و پاها به حالت عمود راست قرار می‌گیرد. 

## ایمنی
Sarvangasana، در کنار Sirsasana و Padmasana، یکی از آساناهایی است که در انجام آن اغلب آسیب گزارش شده‌است. افراد مبتلا به فشار خون بالا می‌بایست از انجام این حرکت خودداری کنند،  و به جای آن هالاسانا برای آنها توصیه شده‌است. 